# Blue Lake (Southland)
Der Blue Lake ist ein Gebirgssee im Southland District in der Region Southland auf der Südinsel von Neuseeland.

## Geographie
Der See befindet sich auf einer Höhe von rund 1290 m an der Ostseite der Garvie Mountains. Mit einer Nordwest-Südost-Ausrichtung kommt der längliche See auf eine Flächenausdehnung von rund 43,4 Hektar und besitzt einen Seeumfang von rund 3,27 km. Der See hat eine Länge von rund 1,42 km und misst an seiner breitesten Stelle rund 410 m.
Der Hauptzulauf des Blue Lake erfolgt vom rund 1 km nordwestlich liegenden Lake Scott aus über einen kleinen Bach. Entwässert wird der See an seinem südöstlichen Ende zum Blue Lake Creek hin. Dieser trägt seine Wässer dem Welshmans Creek zu, der seinerseits in den Waikaia River mündet.